# Angelo Mariani (calciatore)
Angelo Mariani (Seregno, 18 luglio 1924 – ...) è stato un calciatore italiano, di ruolo portiere.

## Carriera
Cresciuto nel Seregno, ha disputato il suo primo campionato di Serie B con il Fanfulla a Lodi, totalizzando 31 partite giocate.
Ha poi disputato quattro stagioni a Seregno, tre in Serie B con 35 presenze e uno in Serie C.

## Palmarès

### Club

#### Competizioni nazionali
- Serie C: 1

Seregno: 1949-1950